# Inibidor da recaptação de dopamina
Inibidores da recaptação de dopamina (IRD) são substâncias que agem como inibidoras da recaptação do neurotransmissor  dopamina, ao impedir a ação do transportador deste neurotransmissor. Isto causa aumento na concentração extracelular de dopamina.
Estas drogas são frequentemente utilizadas no tratamento de doenças como TDAH e narcolepsia, por conta de seus efeitos psicoestimulantes, e no tratamento de obesidade por suas propriedades supressoras do apetite.

Alguns inibidores da recaptação de dopamina:
- Altropane (O-587)
- Ácido Amfonélico (WIN 25978)
- BTCP (GK-13)
- DBL-583
- Difluoropina (O-620)
- GBR-12935
- Iometopane (β-CIT, RTI-55)
- RTI-229
- RTI-470
- Vanoxerina (GBR-12909)